# Gare de Takasaki
La gare de Takasaki (高崎駅, Takasaki-eki) est une gare ferroviaire de la ville de Takasaki, dans la préfecture de Gunma au Japon.
Cette gare est exploitée par 2 compagnies : la JR East et la Jōshin Electric Railway.

## Situation ferroviaire
Gare de bifurcation, elle est située au point kilométrique (PK) 74,7 de la ligne Takasaki et au PK 74,7 de la ligne Shinkansen Jōetsu. Elle marque le début des lignes Shinkansen Hokuriku, Jōetsu, Shin'etsu et Jōshin.

## Histoire
La gare de Takasaki a été inaugurée le 1er mai 1884. Elle accueille depuis le 15 novembre 1982 le Shinkansen.

## Service des voyageurs

### Accueil
La gare dispose d'un bâtiment voyageurs, avec guichets, ouvert tous les jours.

### Desserte

#### JR East
- Ligne Agatsuma :
  - voies 2, 4, 5 et 6 : direction Shibukawa, Nakanojō et Manza-Kazawaguchi
- Ligne Jōetsu :
  - voies 2, 4, 5 et 6 : direction Shibukawa, Numata et Minakami
- Ligne Ryōmō :
  - voies 2, 4, 5 et 6 : direction Maebashi, Kiryū et Ashikaga
- Ligne principale Shin'etsu :
  - voies 2, 4, 5 et 6 : direction Yokokawa
- Ligne Takasaki :
  - voies 2, 4, 7 et 8 :  direction Ōmiya, Tokyo et Yokohama
- Ligne Shōnan-Shinjuku :
  - voies 2, 4, 7 et 8 : direction Ōmiya, Shinjuku et Yokohama
- Ligne Hachikō :
  - voie 3 : direction Yorii, Ogose et Komagawa
- Ligne Shinkansen Hokuriku :
  - voie 11 : Nagano, Kanazawa et Tsuruga
- Ligne Shinkansen Jōetsu :
  - voie 12 :  direction Nagaoka et Niigata
  - voies 13 et 14 : direction Ōmiya et Tokyo

#### Jōshin Eletric Railway
- Ligne Jōshin :
  - voie 0 : direction Shimonita